# Lorne Balfe
Lorne Balfe (Inverness, 23 febbraio 1976) è un compositore e produttore discografico britannico, che lavora al Remote Control Productions Studio.

## Colonne sonore

### Cinema
- The Wings of a Film (2001)
- Ancient Warriors (2001)
- The Night We Called It A Day (2003)
- What a Girl Wants (2003)
- Barstow (2003)
- Mimic: Sentinel (colonna sonora composta da Henning Lohner) (2003)
- Hellraiser: Deader (colonna sonora composta da Henning Lohner) (2004)
- King Arthur (colonna sonora composta da Hans Zimmer) (2004)
- Laura's Star (colonna sonora di Hans Zimmer) (2004)
- Wallace & Gromit: The Curse of the Were-Rabbit (colonna sonora composta da Julian Nott) (2005)
- Santa's Slay (colonna sonora composta da Henning Lohner) (2005)
- Pirati dei Caraibi - La maledizione del forziere fantasma (colonna sonora composta da Hans Zimmer) (2006)
- Il codice da Vinci (colonna sonora composta da Hans Zimmer) (2006)
- L'amore non va in vacanza (colonna sonora composta da Hans Zimmer) (2006)
- Pirati dei Caraibi - Ai confini del mondo (colonna sonora composta da Hans Zimmer) (2007)
- I Simpson - Il film (colonna sonora composta da Hans Zimmer) (2007)
- The Simpsons Movie: The Music  (musica aggiuntiva)
- Transformers (colonna sonora composta da Steve Jablonsky) (2007)
- Bee Movie (colonna sonora composta da Rupert Gregson-Williams) (2007)
- Madagascar 2 (colonna sonora composta da  Hans Zimmer (2008)
- Frost/Nixon (colonna sonora composta da Hans Zimmer) (2008)
- Il cavaliere oscuro (colonna sonora composta da Hans Zimmer e James Newton Howard) (2008)
- Iron Man (colonna sonora composta da Ramin Djawadi) (2008)
- The Burning Plain - Il confine della solitudine (colonna sonora composta da Hans Zimmer e Omar Rodríguez-López) (2008)
- Angeli e demoni (colonna sonora composta da Hans Zimmer) (2009)
- Transformers - La vendetta del caduto (colonna sonora composta da Steve Jablonsky) (2009)
- Sherlock Holmes (colonna sonora composta da Hans Zimmer) (2009)
- Megamind (con Hans Zimmer) (2010)
- Inception (colonna sonora composta da Hans Zimmer) (2010)
- Sherlock Holmes - Gioco di ombre (colonna sonora composta da Hans Zimmer) (2011)
- Kung Fu Panda 2 (colonna sonora composta da Hans Zimmer e John Powell (2011)
- Il dilemma (con Hans Zimmer) (2011)
- Ironclad, regia di Jonathan English (2011)
- The Sweeney, regia di Nick Love (2012)
- Il cavaliere oscuro - Il ritorno (colonna sonora composta da Hans Zimmer) (2012)
- Il cacciatore di donne, regia di Scott Walker (2013)
- Salinger - Il mistero del giovane Holden, regia di Shane Salerno (2013)
- I pinguini di Madagascar, regia di Eric Darnell e Simon J. Smith (2014)
- Terminator Genisys, regia di Alan Taylor (2015)
- 13 Hours: The Secret Soldiers of Benghazi, regia di Michael Bay (2016)
- Crazy Dirty Cops (War on Everyone), regia di John Michael McDonagh (2016)
- LEGO Batman - Il film, regia di Chris McKay (2017)
- Ghost in the Shell (con Clint Mansell) (2017)
- Mission: Impossible - Fallout, regia di Christopher McQuarrie (2018)
- 12 Soldiers (12 Strong), regia di Nicolai Fuglsig (2018)
- Pacific Rim - La rivolta (Pacific Rim: Uprising), regia di Steven S. DeKnight (2018)
- Georgetown, regia di Christoph Waltz (2019)
- Gemini Man, regia di Ang Lee (2019)
- Ad Astra (colonna sonora composta da Max Richter) (2019)
- 6 Underground, regia di Michael Bay (2019)
- Bad Boys for Life, regia di Adil El Arbi e Bilall Fallah (2020)
- Songbird, regia di Adam Mason (2020)
- Outside the Wire, regia di Mikael Håfström (2021)
- Black Widow, regia di Cate Shortland (2021)
- La guerra di domani (The Tomorrow War) regia di Chris McKay (2021)
- The Forgiven, regia di John Michael McDonagh (2021)
- Ticket to Paradise, regia di Ol Parker (2022)
- Ambulance, regia di Michael Bay (2022)
- Top Gun: Maverick, regia di Joseph Kosinski (con Hans Zimmer, Lady Gaga e Harold Faltermeyer) (2022)
- Infinite Storm, regia di Małgorzata Szumowska e Michał Englert (2022)
- La gang dei supereroi (Secret Headquarters), regia di Henry Joost e Ariel Schulman (2022)
- Black Adam, regia di Jaume Collet-Serra (2022)
- Mission: Impossible - Dead Reckoning, regia di Christopher McQuarrie (2023)
- Dungeons & Dragons - L'onore dei ladri (Dungeons & Dragons: Honor Among Thieves), regia di Jonathan Goldstein e John Francis Daley (2023)
- Tetris, regia di Jon S. Baird (2023)
- Gran Turismo - La storia di un sogno impossibile (Gran Turismo), regia di Neill Blomkamp (2023)
- Argylle - La super spia (Argylle), regia di Matthew Vaughn (2024)
- Un piedipiatti a Beverly Hills - Axel F (Beverly Hills Cop: Axel F), regia Mark Molloy (2024)
- Carry On, regia di Jaume Collet-Serra (2024)
- Mission: Impossible - The Final Reckoning, regia di Christopher McQuarrie (2025)

### Televisione
- The Last Detective – serie TV (2002)
- 666 - Traue Keinem, Mit Dem Du Schläfst! (2002)
- Most Haunted – serie TV (2002)
- River City – serie TV (2002)
- Cigarette – cortometraggio (2002)
- Animal Park – documentario (2002)
- Saving Jessica Lynch (2003)
- Fahrerflucht – cortometraggio (2003)
- God Is No Soprano – cortometraggio (2003)
- William and Mary – serie TV (2003)
- Second Nature (2003)
- Long Way Round – documentario (2004)
- La Torcedura – cortometraggio (2004)
- Shoebox Zoo – serie TV (2004)
- Manhunt – serie TV (2004)
- Crazy in Love (2004)
- Loved, Alone – cortometraggio (2004)
- True Crime – serie TV (2005)
- Mersey Cop – serie TV (2005)
- Have I Been Here Before? – documentario (2005)
- Artworks Scotland – documentario (2005)
- World War II in HD – documentario (2009)
- Salinger – documentario (2010)
- La Bibbia (The Bible) – miniserie TV (2013)
- Sons of Liberty - Ribelli per la libertà (Sons of Liberty) – miniserie TV (2015)
- The Crown – serie TV, 10 episodi (2017) (con Rupert Gregson-Williams)
- Genius – serie TV, 11 episodi (2017-2018)
- The Cry – miniserie TV (2018)
- His Dark Materials - Queste oscure materie (His Dark Materials) – serie TV, 23 episodi (2019-2022)
- Pennyworth – serie TV, 10 episodi (2020-2021)
- Dopesick - Dichiarazione di dipendenza (Dopesick), regia di Barry Levinson, Michael Cuesta, Patricia Riggen e Danny Strong – miniserie TV (2021)
- La Ruota del Tempo (The Wheel of Time) – serie TV, 24 episodi (2021-2025)
- The Burning Girls, regia di Charles Martin e Kieron Hawkes – miniserie TV (2023)

### Videogiochi
- Battlefield 2: Modern Combat (2005)
- Call of Duty: Modern Warfare 2 (con Hans Zimmer) (2009)
- Skylanders: Spyro's Adventure (con Hans Zimmer) (2011)
- Assassin's Creed: Revelations (con Jesper Kyd) (2011)
- Crysis 2 (con Hans Zimmer) (2011)
- Assassin's Creed III (2012)
- Skylanders: Giants (2012)
- Skylanders: Swap Force (2013)
- Beyond: Due anime (2013)
- Skylanders: Trap Team (2014)
- Skylanders: SuperChargers (2015)
- Skylanders: Imaginators (2016)
- FIFA 19 (con Hans Zimmer) (2018)
- Dragon Age: The Veilguard (con Hans Zimmer) (2024)